# Operação das Nações Unidas na Costa do Marfim
A Operação das Nações Unidas na Costa do Marfim (ONUCI ou UNOCI) é a força de manutenção da paz das Nações Unidas na Costa do Marfim. Foi constituída para aplicação da resolução 1528 de 27 de fevereiro de 2004, e dando continuidade à resolução 1464 de fevereiro de 2003 do Conselho de Segurança da ONU, que autorizava a Comunidade Econômica dos Estados da África Ocidental (CEDEAO) e a  França a deslocar tropas para a Costa do Marfim, para dar cumprimento aos acordos de janeiro de 2003,  firmados em Linas-Marcoussis, França, pelas partes beligerantes na guerra civil da Costa do Marfim.